# VW Iltis

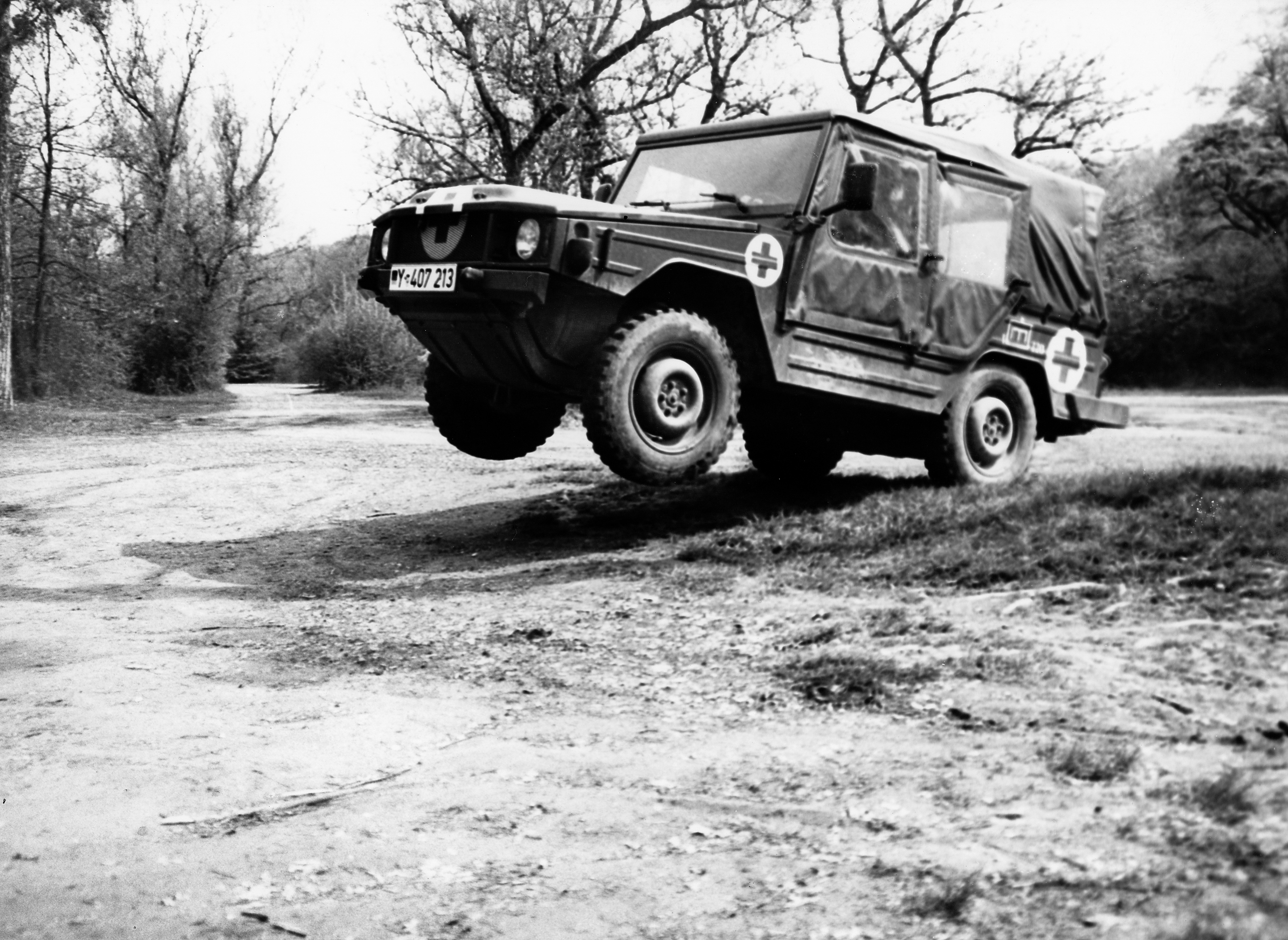
VW Iltis der Bundeswehr, SAN-Version (1984)

Der VW Iltis (Typ 183) ist ein Geländewagen, der von Ende der 1970er- bis gegen Ende der 1990er-Jahre als LKW 0,5 t tmil gl Teil des Bundeswehr-Fuhrparks war. Auch bei verschiedenen anderen NATO- (z. B. Belgien) und Nicht-NATO-Staaten (Mitte der 1990er Jahre wurden 175 Fahrzeuge aus Depotbeständen an Litauen geliefert) war er in Gebrauch.

## Modellgeschichte

### Allgemeines

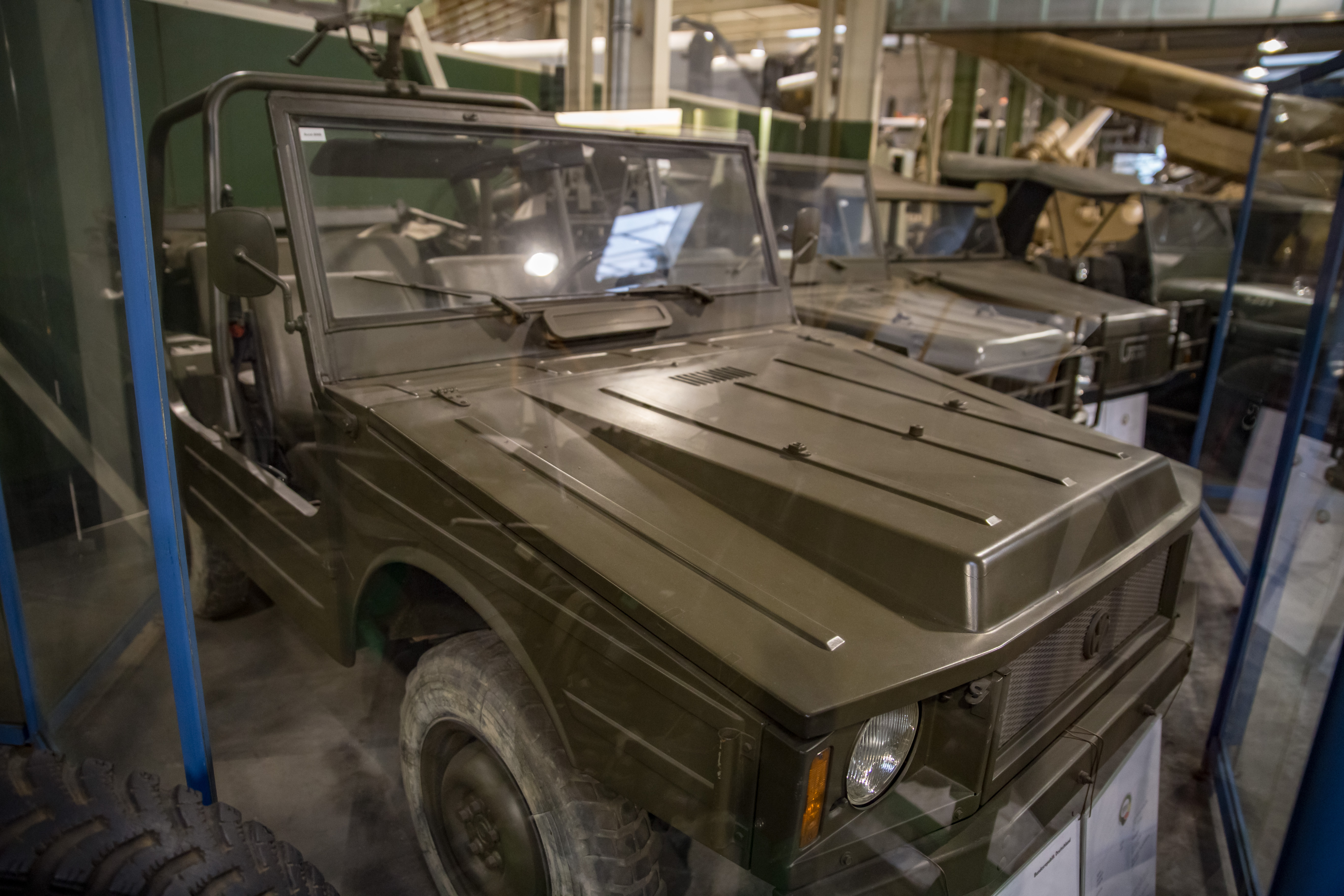
VW Iltis frühes Exemplar, erkennbar an eckiger Motorhaube, WTS-Koblenz

Mitte der 1970er Jahre trat für die Ausstattung der Bundeswehr mit geländegängigen Pkw ein erhebliches Problem auf: Der in der Anfangsausstattung beschaffte DKW Munga musste auf Grund des schlechten Zustands der Fahrzeuge nach fast 20 Jahren Nutzung zunehmend ausgemustert werden. Das Fahrzeug, seit 1968 nicht mehr produziert, war mit einem Zweitakt-Motor auch konzeptionell veraltet. Versuche, in einer trilateralen Entwicklung gemeinsam mit Frankreich und Italien ein Fahrzeug, den Europa-Jeep, zu entwickeln, scheiterten an den unterschiedlichen Vorstellungen der Länder. Eine ab 1968 mit dem VW 181 beschaffte nicht-geländegängige Lösung konnte den Bedarf der Kampf- und Kampfunterstützungstruppen nicht decken. Eine durch das Bundesamt für Wehrtechnik und Beschaffung (BWB) 1975 bei Volkswagen und Mercedes abgefragte Auftragsentwicklung innerhalb von zwei Jahren wurde nur durch Volkswagen bestätigt. Der Auftrag wurde durch Volkswagen an die Konzerntochter Audi abgesteuert, bei der der Vorstand der Audi-Fahrzeugentwicklungsabteilung, Ferdinand Piëch, die Verantwortung trug. Dort wurde Roland Gumpert mit der konkreten Konstruktion beauftragt. Die Grundidee bestand aus der Remotorisierung eines DKW Munga 8 mit einem Viertaktmotor. Das allererste Versuchsmodell, ein restaurierter DKW Munga 8, wurde mit Motor, Vorderachse und Getriebe eines Audi 80 konstruiert, um so die allgemeine Umsetzbarkeit nachzuweisen. In einer Definitionsphase von November 1975 bis März 1976 wurden die weiteren Fahrzeugparameter festgelegt und Versuchstypen gefertigt. Im Februar 1977 wurde ein Erprobungsvertrag mit 10 Versuchsmustern von Audi durch das BWB abgeschlossen. Die Versuche wurden an der Artillerieschule in Idar-Oberstein, der Schule der Technischen Truppen 1 in Aachen sowie der Wehrtechnischen Dienststelle 41 in Trier durchgeführt. Zeitgleich mit der Erprobung durch die Bundeswehr führte auch Audi eigene Versuche durch: Ein Iltis-Prototyp wurde zusammen mit Limousinen unter winterlichen Verhältnissen in Skandinavien bei Fahrzeugtests als Begleitfahrzeug eingesetzt. Der Quattro-Antrieb von Audi wurde durch das Allradantriebssystem des Iltis inspiriert: Roland Gumpert schlug seinem Vorgesetzten, Jörg Bensinger, damaliger Testleiter vor, das Antriebskonzept des Iltis auch für zivile Limousinen zu nutzen. Ferdinand Piëch billigte diese Überlegungen, Gumpert und Bensinger gelten seitdem als geistige Väter des Audi-Quattro. Unter dem Tarnnamen „Shitaki“ wurden durch Audi ebenfalls Versuche in Nordalgerien durchgeführt. Im Oktober 1977 erteilte das BWB den Beschaffungsauftrag für zunächst 8800 Fahrzeuge mit Beginn der Fertigung ab 1. Juli 1978 (Vorserie). Produktionsende in Deutschland war im Dezember 1982.
Die konstruktive Verwandtschaft mit dem DKW Munga ermöglichte die Umrüstung von Rüstsätzen aus diesem in das neue Fahrzeug. 90 % der Baugruppen entstammten anderen Fahrzeugen aus dem VW-Konzern.
Zunächst wurden zwei Varianten gefertigt:
- Variante 1: Führungs-, Fernmelde- und Transportfahrzeug für vier Soldaten oder Rüstsatzträger Panzerabwehr,
- Variante 2: Trägerfahrzeug für den behelfsmäßigen Verwundetentransport.

1987 bis 1989 kam es zur Beschaffung von 800 weiteren Fahrzeugen in der
- Variante 3: Wie Variante 1, nur mit 1580-cm³-Turbodieselmotor. Diese Variante befand sich mit ca. 200 Fahrzeugen noch 2005 im Bestand der Bundeswehr[2]

Der Iltis wurde auch für den zivilen Markt produziert, erreichte jedoch wegen des hohen Preises nie eine größere Käuferschaft. 1982 betrug der Preis mit 39.300 DM etwa das Dreifache eines VW Golf in Grundausstattung. In heutiger Währung und inflationsbereinigt entspricht dies einer Summe von 46.200 Euro. Grund für den hohen Preis waren Preisbindungsklauseln mit Vergütungsanspruch der Bundeswehr, wenn das Fahrzeug auf dem zivilen Markt preiswerter angeboten gewesen wäre. Insgesamt wurden 404 Fahrzeuge verkauft.
Nach Einstellung der Produktion bei Volkswagen wurde die Fertigungsstraße an das kanadische Unternehmen Bombardier verkauft, das den Iltis in minimal modifizierter Form zunächst für die kanadischen Streitkräfte herstellte. In den Jahren 1983 bis 1984 wurden in Valcourt/Quebec insgesamt ca. 2700 Fahrzeuge gebaut, die bis 2009 in den Streitkräften genutzt wurden.
Die belgische Armee bezog ab 1985 ebenfalls den Iltis von Bombardier; diese Fahrzeuge wurden mit kanadischen Teilen im belgischen VW-Werk Brüssel montiert und sind dem deutschen Ur-Iltis in vielen Punkten ähnlicher als der kanadische.
Gefertigt wurden 2500 Fahrzeuge in vier Varianten als Transportfahrzeug, Rüstsatzträger Funk 1 und 2 sowie Sanitätsausführung. Anfang 2021 wurden die letzten Fahrzeuge der Commando-Einheiten ausgesondert.
Die Bundeswehr ersetzte ihre Iltis-Fahrzeuge durch den Wolf gl, der auf der Mercedes-Benz G-Klasse basiert. Mit diesem Typ hatte Mercedes-Benz bereits in den 1970er Jahren an der Ausschreibung teilgenommen, die damals jedoch mit der Beschaffung des VW Iltis endete.

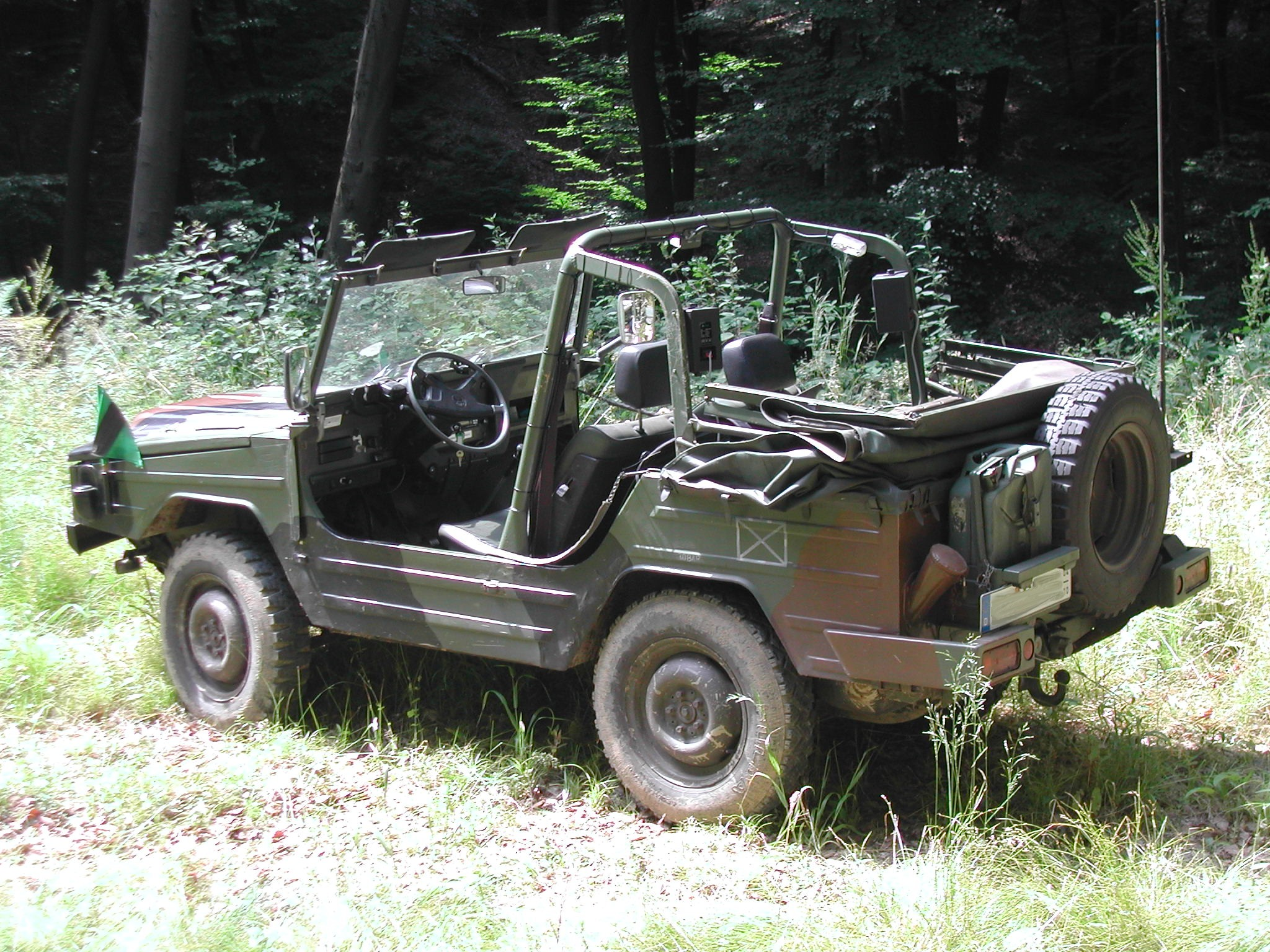
Heckansicht
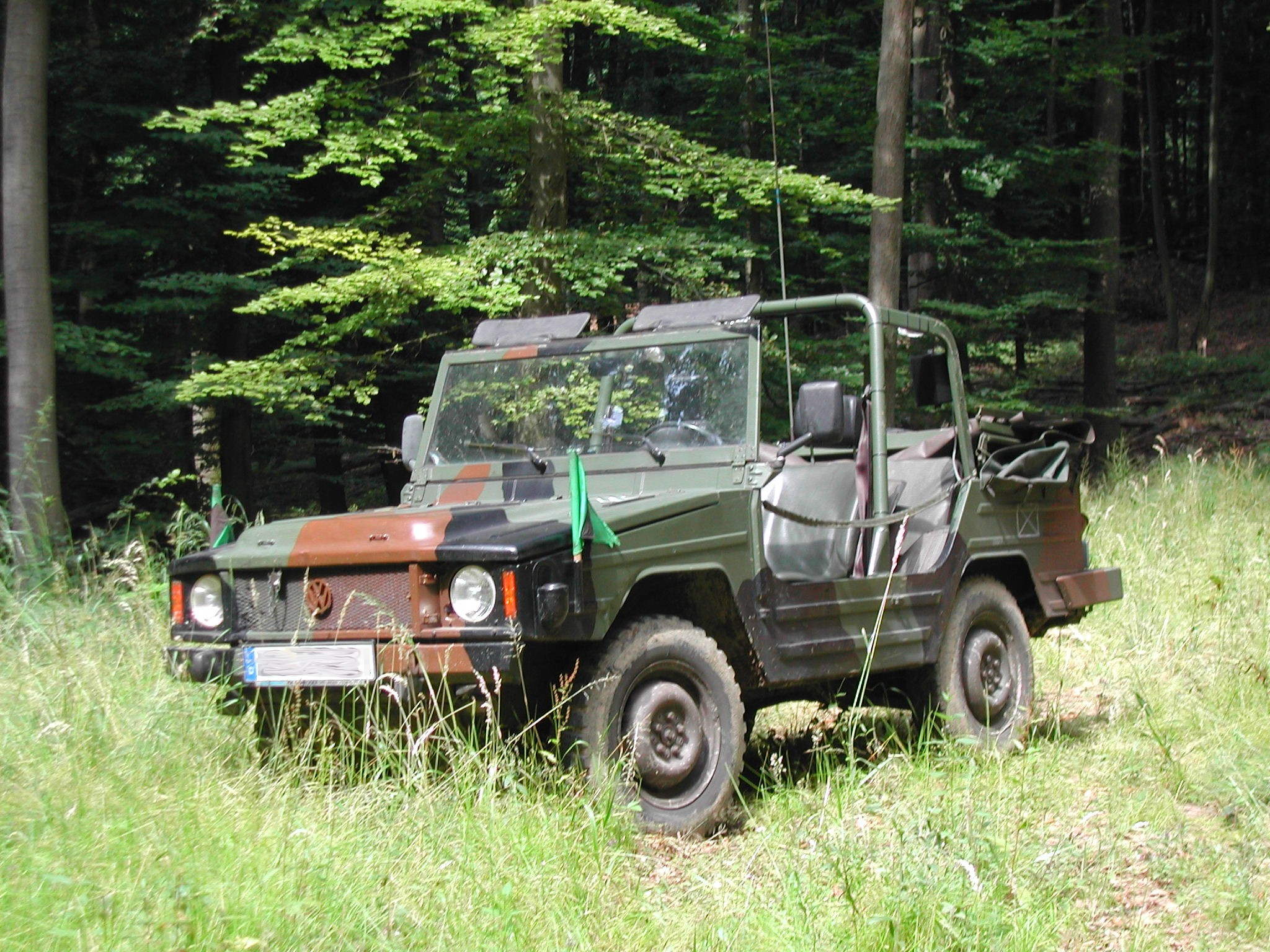
VW Iltis, flecktarn, offen
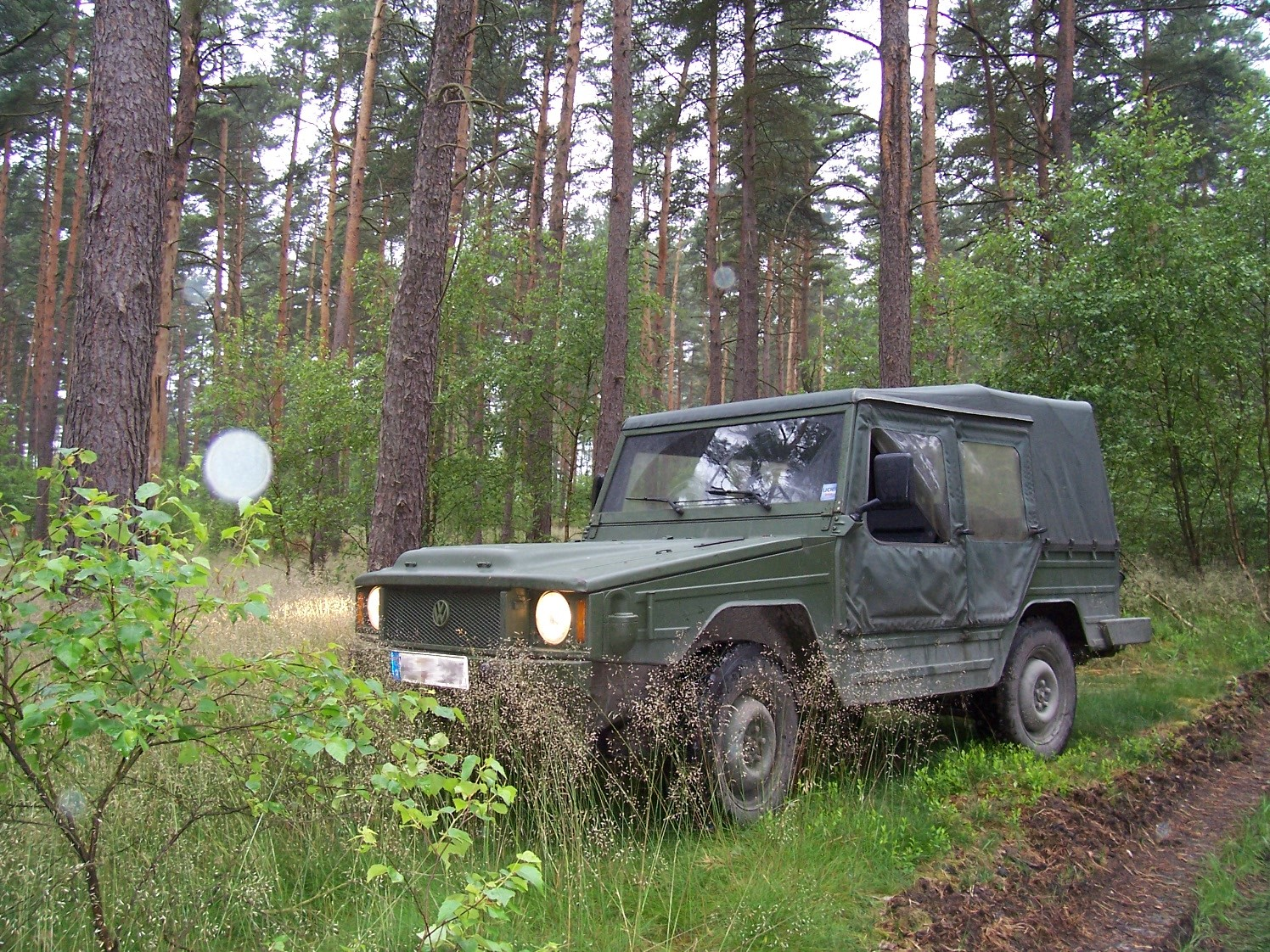
Iltis, geschlossen
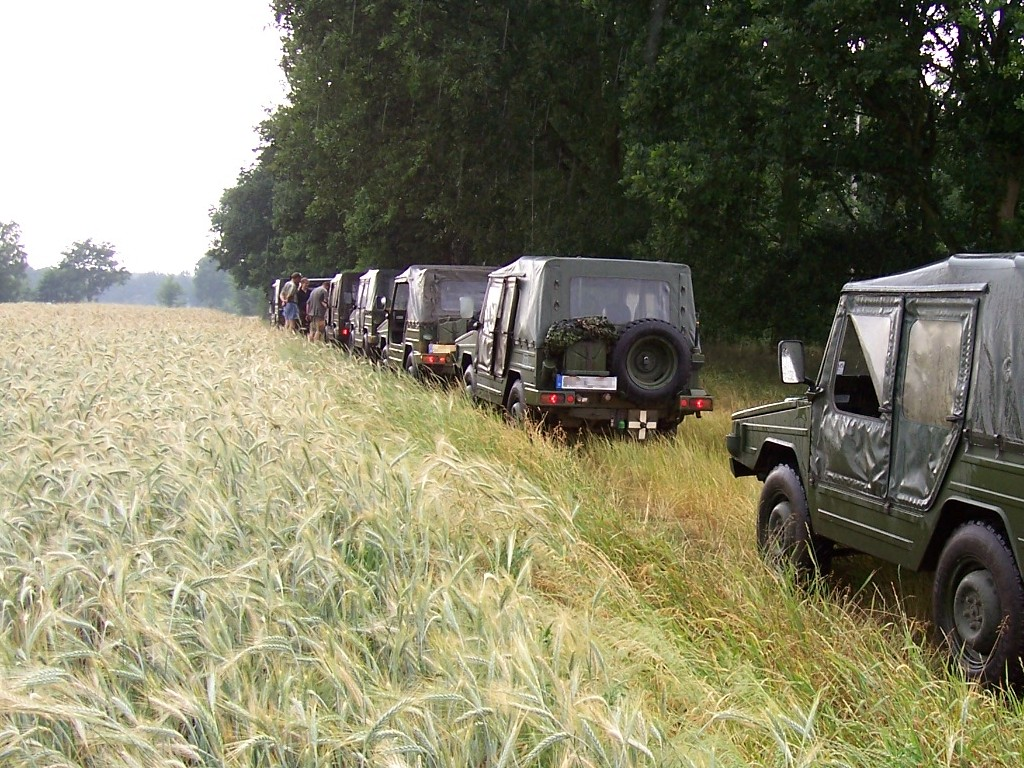
Iltis im Konvoi
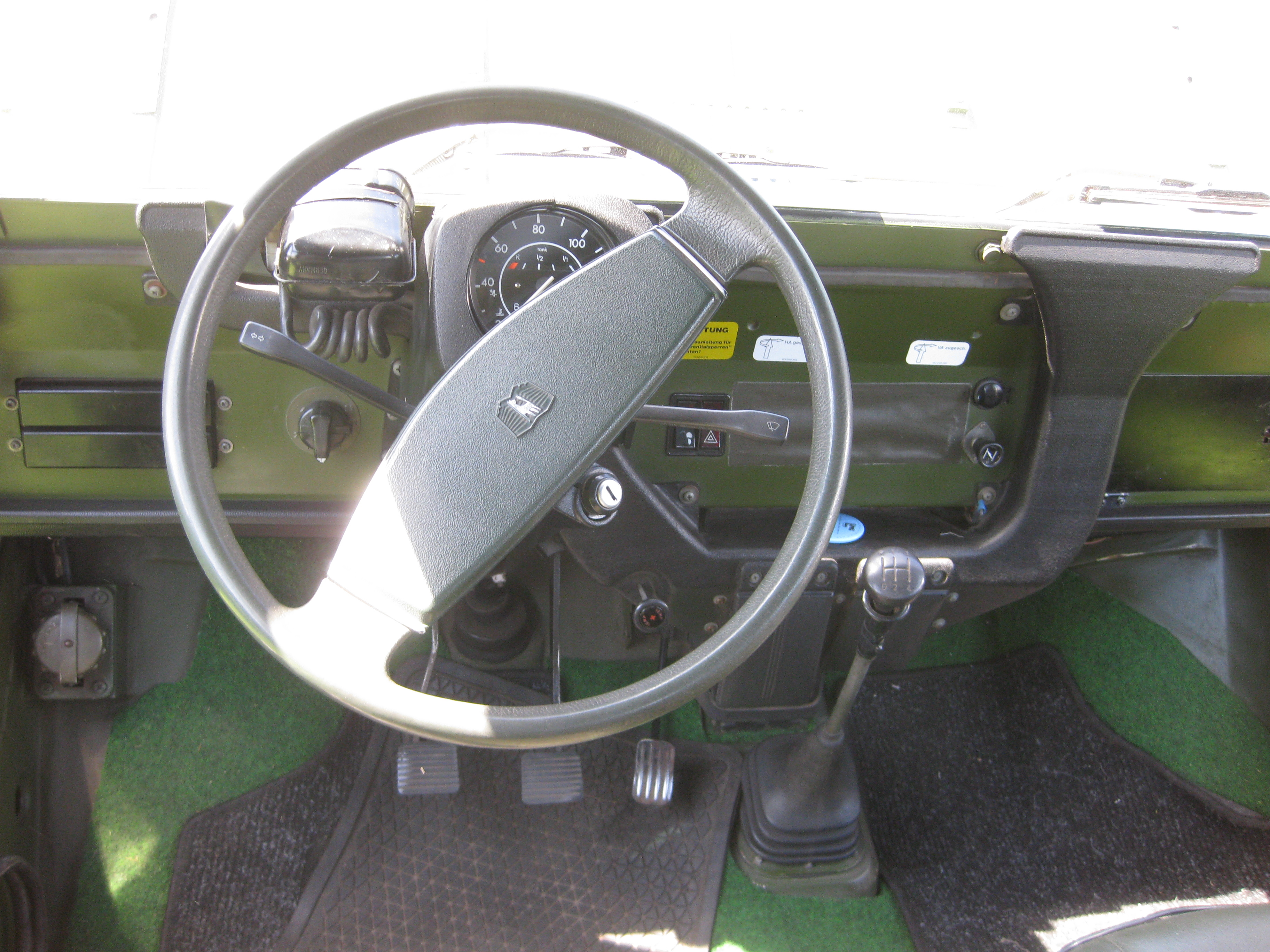
Cockpitansicht

### Karosserie
Die Karosserie war aus der des DKW Munga, verlängerte Pritsche, Munga 8, weiter entwickelt.
Der Iltis ist ein Geländewagen mit Kastenrahmen und Phaeton-Karosserie (offen mit Klappverdeck und vier Türen). Die Windschutzscheibe lässt sich nach vorn umklappen. Anfänglich auftretendes Einknicken der Karosserie unter der A-Säule wurde durch ein innenliegendes Verstärkungsblech behoben. Das Planenverdeck sowie die herausnehmbaren (Planen-)Türen ermöglichen den Einsatz im offenen wie im geschlossenen Zustand. Die Sanitätsausführung wurde mit einem verlängerten Verdeck ausgeliefert, um einen liegenden Transport von Verwundeten zu ermöglichen.
Vor dem Montageplatz der Batterien unter den Rücksitzen ist ein Abdeckblech untergebracht, das bei Gewässerdurchfahrten als Schwallblech vor den Kühlergrill gesteckt wird.
Abmessungen:
|                                            | Länge   | Breite  | Höhe    |
| ------------------------------------------ | ------- | ------- | ------- |
| Standardausführung:                        | 3972 mm | 1520 mm | 1837 mm |
| Sanitätsausführung (verlängertes Verdeck): | 4540 mm | 1720 mm | 1855 mm |

### Motor und Antrieb

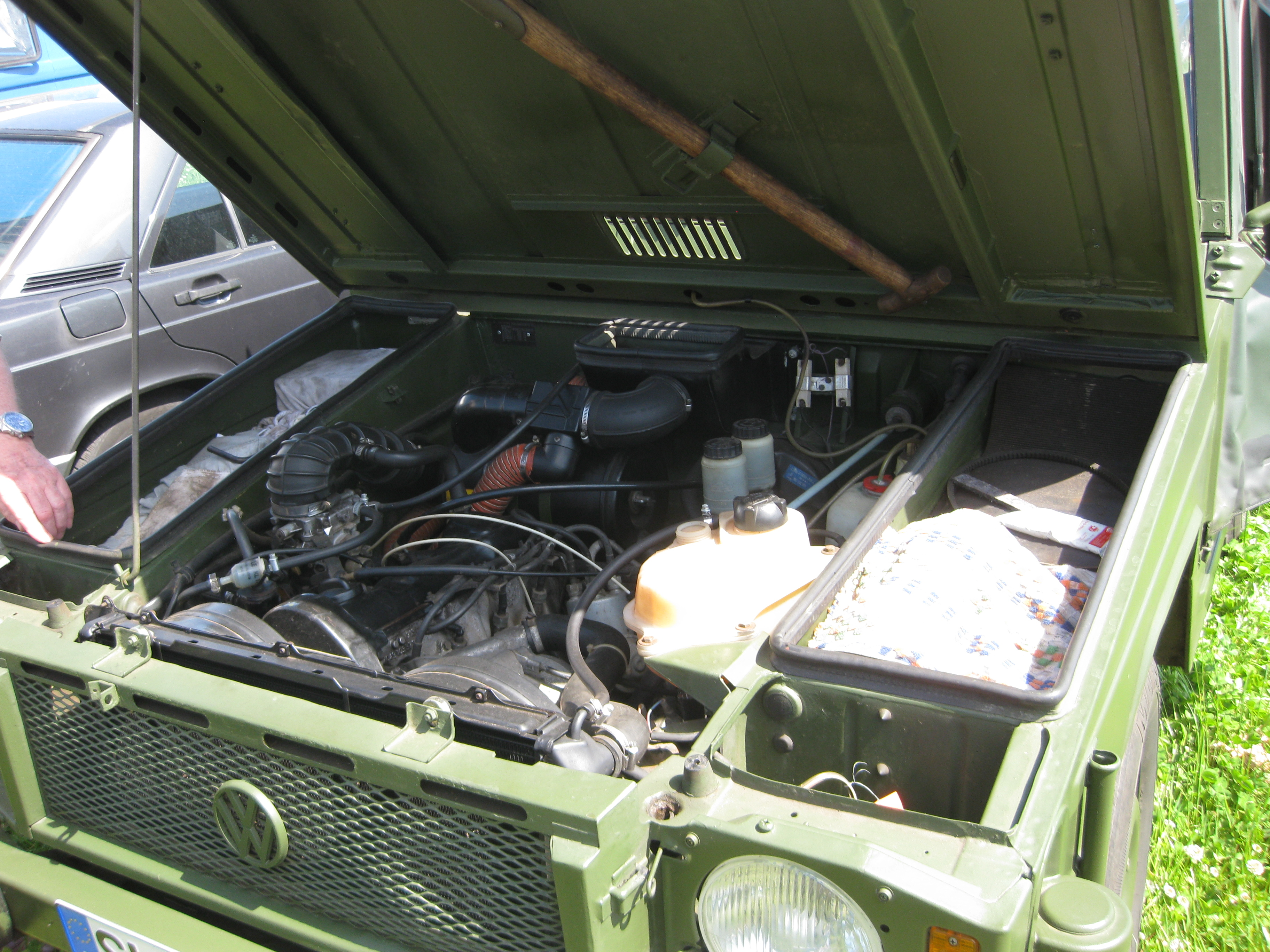
Motorraum des Iltis

Angetrieben wird der Iltis entweder von einem wassergekühlten Vierzylinder-Ottomotor (VW EA827) in Reihenbauweise mit 1,7 Liter Hubraum und 55 kW (75 PS) oder in den Baujahren 1987 bis 1988 von einem Turbodiesel mit 1,6 Liter Hubraum und 52 kW (70 PS). Das maximale Drehmoment liegt bei 140 Nm bei 3000 min−1. Iltis mit Dieselmotor wurden bei VW in Belgien in rund 880 Einheiten ausschließlich für das deutsche Heer gefertigt. Die parallel dazu in Belgien produzierten Iltis waren ausnahmslos mit Ottomotoren ausgestattet.
Das an die Bundeswehr gelieferte VW-Modell hatte keine vordere Differentialsperre, alle anderen Modelle konnten mit einer solchen Sperre geliefert werden. Die Fahrzeuge haben Hinterradantrieb, der Vorderradantrieb ist zuschaltbar. Die Differentialsperre hinten und (sofern vorhanden) vorne sind manuell einschaltbar, wobei die vordere Achse nur bei eingeschaltetem Allradantrieb gesperrt werden kann. Der Allradantrieb und die Differentialsperren können bei beliebiger Geschwindigkeit eingeschaltet werden. Der Vorderradantrieb ist im Schaltgetriebe integriert. Dieses hat vier synchronisierte Vorwärtsgänge sowie einen Rückwärts- und einen Geländevorwärtsgang, die nicht synchronisiert sind. Der kurz übersetzte Geländegang kann nur bei zugeschaltetem Vorderachsantrieb (Allradantrieb) eingelegt werden.
Wie beim Munga sind die Radaufhängungen vorne und hinten gleich und in der Tradition von DKW mit Querlenkern unten Doppelquerlenker und radführender Querblattfeder oben ausgeführt. An der Vorderachse sitzt eine Zahnstangenlenkung, hinten sind die Spurstangen an der über den Federn liegenden Quertraverse des Rahmens gelagert.
Der Radstand beträgt nur 2017 mm; damit ist der Rampenwinkel groß und die Gefahr des Aufsetzens beim Überfahren von kleineren Hügeln gering. Jedoch leidet der Fahrkomfort darunter; auf kurz aufeinanderfolgende Bodenwellen reagiert das Fahrzeug mit starken Nickbewegungen. Das Fahrzeugleergewicht beträgt 1340 kg.

### Fahrleistungen
Der VW Iltis beschleunigt in 21 Sekunden von 0 auf 100 km/h und erreicht eine Höchstgeschwindigkeit von 130 km/h. Die geringen Fahrleistungen sind auf das relativ hohe Fahrzeuggewicht und den hohen Luftwiderstand der Karosserie zurückzuführen.
Die Bundeswehr empfiehlt ihren Fahrern, das Fahrzeug nur mit zugeschaltetem Vorderachsantrieb (Allradantrieb) zu fahren, um die Fahrsicherheit zu erhöhen.

## Produktionszahlen
Gesamtproduktion 9547 Fahrzeuge von 1978 bis 1982
| Jahr | 1978 | 1979 | 1980 | 1981 | 1982 | Summe |
| ---- | ---- | ---- | ---- | ---- | ---- | ----- |
|      | 252  | 3852 | 3368 | 1956 | 119  | 9547  |

| Bombardier Iltis | Jahr | 1984 | 1985 | 1986 | 1987 | Summe    |
| ---------------- | ---- | ---- | ---- | ---- | ---- | -------- |
| 1.6 Liter Diesel |      | ?    | ?    | ?    | ?    | ca. 4500 |

## Versionenvergleich zwischen Bombardier und Volkswagen

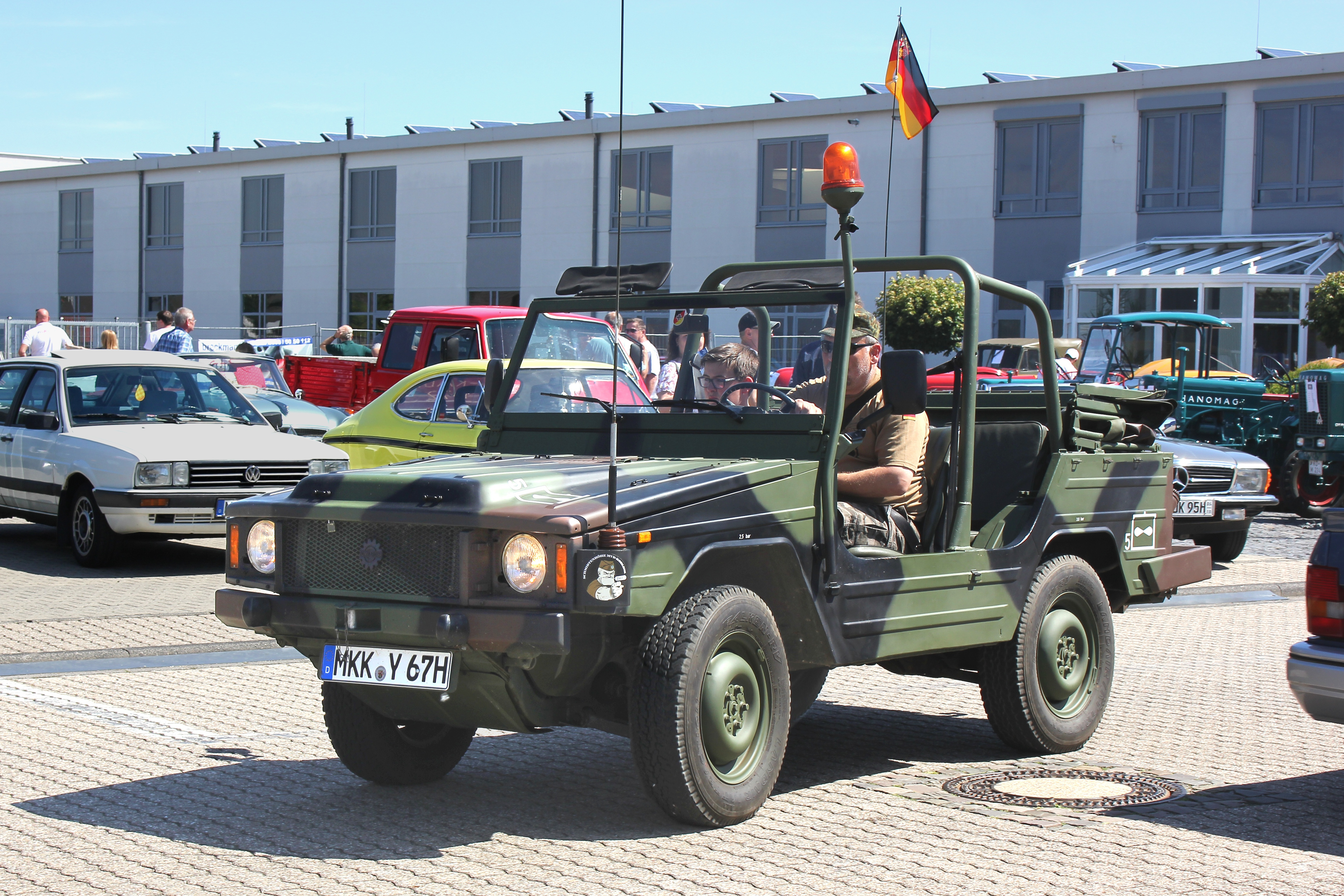
Geländewagen von Bombardier, äußerlich nicht vom VW Iltis zu unterscheiden

Die Unterschiede zwischen dem frühen deutschen Modell und dem belgischen (manche Details wurden beim in Belgien gebauten Turbodiesel übernommen):
- Armaturenbrett-Anzeigen für Allrad und Sperren, mit entsprechenden Schaltern an den Getrieben
- Zusatzinstrumente für Bordspannung, Funkbatteriespannung und Kühlwassertemperatur
- Vorderachssperre (serienmäßig)
- Seitenblinker
- geänderter Kabelbaum
- am linken vorderen Kotflügel entfernte bzw. geänderte Antennenaufnahme
- am rechten Heck teilweise keine Schraublöcher für Antennenwinkel
- Spatenhalterung unter der Motorhaube für US-Spaten geändert
- verstärkte Antriebswellen rundum
- Reifen UNIROYAL T9 oder MICHELIN X
- Sperrenhebel aus Kunststoff gegen metallische Exzenterhebel getauscht
- Türen haben 2 Reißverschlüsse, hinterer und unterer Rand der Scheibe
- hintere Türen haben rechteckige Fenster
- breiter Kühler
- Verteiler luftgekühlt
- Wagenheber im rechten Staukasten verschraubt
- Karosserie und Rahmen mit 6 statt 4 Gummilagern verschraubt

## Motorsport

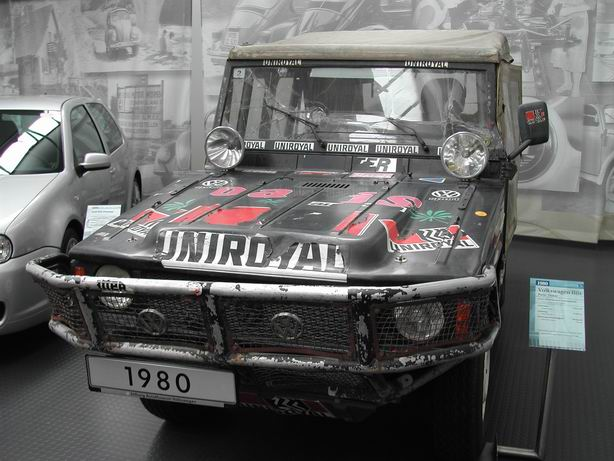
Iltis als Sportgerät der Rallye Oasis

1980 erzielten alle vier bei der zweiten Rallye Oasis (der heutigen Rallye Dakar) gestarteten VW Iltis Spitzenplatzierungen. Den ersten Platz belegte das Team Kottulinsky/Löffelmann, deren Siegerfahrzeug mit der Startnummer 137 im Originalzustand im Automuseum Wolfsburg ausgestellt ist. Die anderen drei Mannschaften belegten die Plätze 2, 4 und 9.
Diese Ergebnisse sind auch deshalb besonders erwähnenswert, da es sich weitestgehend um Serienfahrzeuge handelte.